# 6526 Matogawa
6526 Matogawa eller 1992 TY är en asteroid i huvudbältet som upptäcktes den 1 oktober 1992 av de båda japanska astronomerna Kazuro Watanabe och Kin Endate vid Kitami-observatoriet. Den är uppkallad efter japanen Yasunori Matogawa.
Asteroiden har en diameter på ungefär 5 kilometer och den tillhör asteroidgruppen Flora.